# ساتو شيرويشي
ساتو شيرويشي (باليابانية: 白石さと) مواليد 2 ديسمبر 1992، هي لاعبة كرة يد يابانية تلعب كحارس مرمى. مثلت منتخب اليابان لكرة اليد للسيدات.

## سجل المنافسة
شاركت في البطولات التالية:
- بطولة العالم لكرة اليد للسيدات 2013